# Charles Holmes
Pour les articles homonymes, voir Holmes.
Charles Holmes, baptisé le 19 septembre 1711 à Yarmouth, île de Wight et décédé le 21 novembre 1761 à la Jamaïque, est un officier de marine britannique du XVIIIe siècle. Il sert dans la Royal Navy pendant la guerre de Sept Ans, notamment lors de la prise de Québec par les Anglais en 1759, et termine sa carrière avec le grade de Rear-Admiral.